# Setaria pampeana
Setaria pampeana är en gräsart som beskrevs av Parodi och Elisa G. Nicora. Setaria pampeana ingår i släktet kolvhirser, och familjen gräs. Inga underarter finns listade i Catalogue of Life.